# شاخص‌های مرکزی
سنجش‌های گرایش به مرکز (به انگلیسی: Measures of Central Tendency) به اعدادی گویند که توزیعی از مشاهدات یا داده‌هایی اندازه‌گیری‌شده را خلاصه و توصیف می‌کنند.
گرایش مرکزی، گرایش داده‌های آماری به مرکز حول یک ارزش ویژه است که این ارزش نماینده‌ی مجموعه‌ داده‌ها ست.
اندازه‌های گرایش مرکزی نشان‌دهنده‌ی مرکز مجموعه هستند
میانگین یا معدل حسابی، مد یا نما و میانه، هر سه نمونه‌هایی از سنجش‌های گرایش به مرکز هستند.

## مقایسه و کاربردهای میانگین، میانه و مد
میانگین، میانه و مد هر سه راهبردهایی برای توصیف گرایش به مرکز یک مجموعه از مقادیر هستند.
برای تصمیم‌گیری در مورد استفاده از هر یک باید به موارد زیر توجه نمود:
- میانگین به همه‌ی مقادیر حتی مقادیر خیلی بزرگ یا خیلی کوچک ارزش یکسانی می‌دهد در حالی که میانه، تمرکز بیشتری روی مقادیری دارد که در اواسط آرایه‌ی شامل مقادیر قرار دارند؛ بنابراین میانگین قادر است بطور کامل‌تری از داده‌ها استفاده کند. اگر چه همان‌طور که گفته‌شد میانگین می‌تواند به شدت تحت تأثیر یک یا دو مقدار خیلی بزرگ یا خیلی کوچک قرار بگیرد.
- هم‌واره تنها یک مقدار برای میانه یا میانگین روی یک مجموعه از داده‌ها وجود دارد اما یک مجموعه می‌تواند بیش از یک مد داشته باشد.
- در بین سنجش‌های گرایش به مرکز، مد نسبت به میانه و میانگین کاربرد کم‌تری دارد. اگر چه در برخی موارد، مد می‌تواند به‌طور قابل توجهی مفید باشد. به‌طور مثال برای یک تولیدکننده‌ی تلویزیون با اندازه‌های مختلف، دانستن این‌که میانگین اندازه تلویزیون‌های فروخته‌شده مثلاً ۳۸٫۵۴ اینچ است، کاربردی ندارد و تلویزیونی با این اندازه هم وجود ندارد. اما دانستن مد اندازه‌‌ تلویزیون‌های فروخته‌شده به او کمک می‌کند تا اندازه‌ی تلویزیون پرفروش‌ را بداند و در تولیدات آینده‌ی خود به این نکته توجه کند.[۳]

## مکان سنجش‌های گرایش به مرکز با توجه به منحنی توزیع
مکان این سه شاخص مرکزی (میانگین، میانه و مد) به شکل توزیع داده‌ها بستگی دارد. در یک توزیع نرمال هر سه این شاخص‌ها برابر هستند. (شکل a)

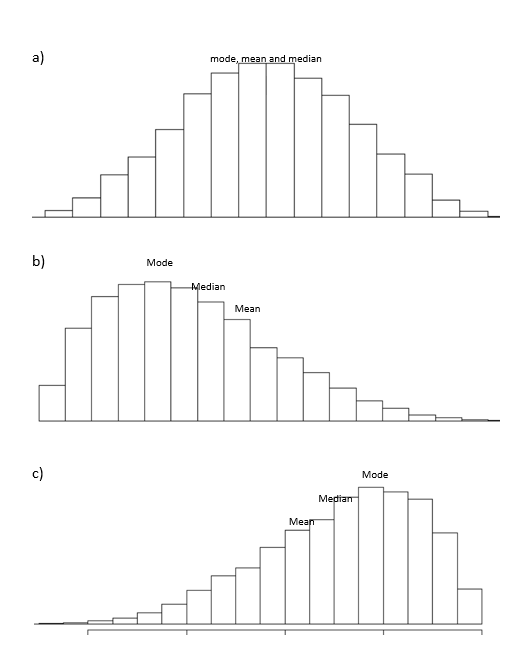
مکان نسبی سنجش های گرایش به مرکز

میانگین هم‌واره به سمت داده‌های خیلی‌زیاد یا خیلی‌کم کشیده می‌شود، بنابراین در یک توزیع چوله میانگین به سمت دنباله کشیده می‌شود. (شکل b و c)
مد داده‌ای است که بیشترین تکرار را دارد، بنابراین در قسمت برآمدگی منحنی توزیع چوله قرار می‌گیرد. در توزیع چوله، میانه بین میانگین و مد قرار دارد.

## دلایل اهمیت سنجش‌های گرایش به مرکز
سنجش‌های گرایش به مرکز دو هدف مهم را برآورده می‌کنند. اول این‌که یک توصیف مختصر و به‌صرفه از مجموعه‌ی عظیمی از داده‌ها هستند. سنجش‌های گرایش به مرکز اندازه‌گیری‌های ساده‌ای هستند که همه‌ی اندازه‌گیری‌ها را در یک نمونه خلاصه می‌کنند و به ما امکان مقایسه‌ی دو یا چند توزیع را می‌دهند. دوم این‌که این معیارها، به‌طور غیرمستقیم اما تا حد خوبی دقیق، داده‌هایی را که نمونه‌‌ی مورد بررسی از بین آن‌ها می‌آید، توصیف می‌کنند.
این نکته‌ی مهمی است. زیرا ما به ندرت میانگین یک جمعیت از داده‌ها را می‌دانیم اما چون میانگین نمونه‌ای از آن تقریب خوبی از میانگین کل آن جمعیت است، ما می‌توانیم آن را به کل جمعیت داده‌ها نسبت داده و بر این اساس پیش‌بینی‌هایی فراتر از حد نمونه داشته‌باشیم. این موضوع تحقیقات علمی را در علوم اجتماعی امکان‌پذیر می‌کند.